# Ilaria Sanguineti
Ilaria Sanguineti (Sanremo, 15 aprile 1994) è una ciclista su strada e pistard italiana che corre per il team Lidl-Trek. Attiva come Elite dal 2013, ha vinto il Tour de Bretagne Féminin 2015 e la Dwars door het Hageland 2022.

## Carriera
Nel 2013 è risultata positiva al clostebol, steroide anabolizzante contenuto in uno spray cicatrizzante utilizzato per curare una ferita alla gamba riportata al Giro Rosa; dopo un'iniziale richiesta di 22 mesi di squalifica, è stata fermata per dodici mesi dal TNA, poi aumentati a quindici in seguito al ricorso presentato dalla Procura nazionale antidoping.
Agli Europei del 2015 di Tartu ha vinto la medaglia d'argento in linea nella categoria Under-23.

## Palmarès

### Strada
- 2015 (BePink-LaClassica, due vittorie)

1ª tappa Tour de Bretagne Féminin (Plaudren > Grand-Champ)
Classifica generale Tour de Bretagne Féminin
- 2016 (BePink, una vittoria)

4ª tappa Tour de Bretagne Féminin (Plonéour-Lanvern > Poullan-sur-Mer)
- 2022 (Valcar-Travel & Service, una vittoria)

Dwars door het Hageland

#### Altri successi
- 2015 (BePink-LaClassica)

Classifica giovani Tour de Bretagne Féminin
- 2017 (BePink-Cogeas)

1ª tappa Setmana Ciclista Valenciana (Vila-real, cronosquadre)
- 2018 (Valcar PBM)

Classifica a punti Madrid Challenge by La Vuelta

### Pista
- 2011 (Juniores)

Campionati italiani, Inseguimento a squadre Junior (con Maria Giulia Confalonieri e Chiara Vannucci)
- 2012 (Juniores)

Campionati italiani, Inseguimento a squadre Junior (con Arianna Fidanza e Michela Maltese)

## Piazzamenti

### Grandi Giri
- Giro d'Italia

2013: non partita (6ª tappa)
2015: 90ª
2016: 83ª
2017: 72ª
2018: 93ª
2019: 117ª
2020: 43ª
2021: 51ª
- Tour de France

2022: 90ª
2023: 109ª
- Vuelta a España

2023: 118ª

### Competizioni mondiali
- Campionati del mondo su strada

Valkenburg 2012 - In linea Junior: 33ª
Doha 2016 - Cronosquadre: 4ª
Bergen 2017 - Cronosquadre: 8ª
Innsbruck 2018 - Cronosquadre: 8ª
- Campionati del mondo gravel

Veneto 2022 - Elite: 7ª

### Competizioni europee
- Campionati europei

Goes 2012 - In linea Junior: 12ª
Tartu 2015 - In linea Under-23: 2ª
Plumelec 2016 - In linea Elite: 74ª
Herning 2017 - In linea Elite: 66ª
Monaco di Baviera 2022 - In linea Elite: 32ª
Drenthe 2023 - In linea Elite: ritirata